# Phytomyza euphrasiae
Phytomyza euphrasiae este o specie de muște din genul Phytomyza, familia Agromyzidae, descrisă de Johann Heinrich Kaltenbach în anul 1860.
Este endemică în Germania. Conform Catalogue of Life specia Phytomyza euphrasiae nu are subspecii cunoscute.